# Moineau domestique
Passer domesticus
Espèce
Statut de conservation UICN

LC : Préoccupation mineure
Le Moineau domestique (Passer domesticus) est une espèce de petits passereaux de la famille des Passeridae. Contrairement à ce que ce nom peut laisser penser, ce n'est pas un animal domestique mais bien une espèce sauvage, seulement commensale de l'être humain.
C'est un petit oiseau assez trapu, mesurant environ 16 cm de long pour un poids allant de 24 à 39,5 g. Il présente un dimorphisme sexuel, comparable à celui du Moineau rutilant. Les femelles et les jeunes oiseaux sont pâles, colorés de brun et de gris, tandis que les mâles ont le teint plus vif, avec des marques noires, blanches et brunes. Granivore, il se nourrit majoritairement de céréales et d'autres graines, mais se montre opportuniste, consommant divers invertébrés, les insectes en premier lieu, qui servent par ailleurs d'alimentation de base aux oisillons. Ses prédateurs principaux sont les chats domestiques et les rapaces.
Ce moineau a été très commun dans la plupart des parties du globe : originaire du bassin méditerranéen et d'une grande partie de l'Asie, il a été introduit accidentellement ou volontairement dans beaucoup d'autres régions du monde. C'est l'oiseau à l'aire de répartition la plus vaste. Le Moineau domestique côtoie largement l'humain et peut vivre en milieu urbain ou rural. Bien que l'on trouve cet oiseau dans des habitats et sous des climats très variés, il évite généralement les vastes forêts, les prairies et les déserts éloignés de l'habitat humain.
En raison de ses grands effectifs et de son omniprésence là où les hommes se sont établis, et ce depuis la Préhistoire,, cet oiseau occupe une place importante dans notre culture. Il a été chassé à la fois pour les dommages qu'il cause aux cultures, et pour des raisons alimentaires. Bien qu'il ait été largement répandu et abondant, ses effectifs ont diminué dans certaines régions, tant dans les agglomérations où l'urbanisme moderne ne lui offre plus les cavités et les matériaux végétaux nécessaires à la nidification qu'en milieu rural où l'usage des pesticides a fait largement reculer la biodiversité. Il est considéré comme espèce suscitant une « préoccupation mineure » selon l'Union internationale pour la conservation de la nature.

## Caractéristiques

### Dimensions et morphologie

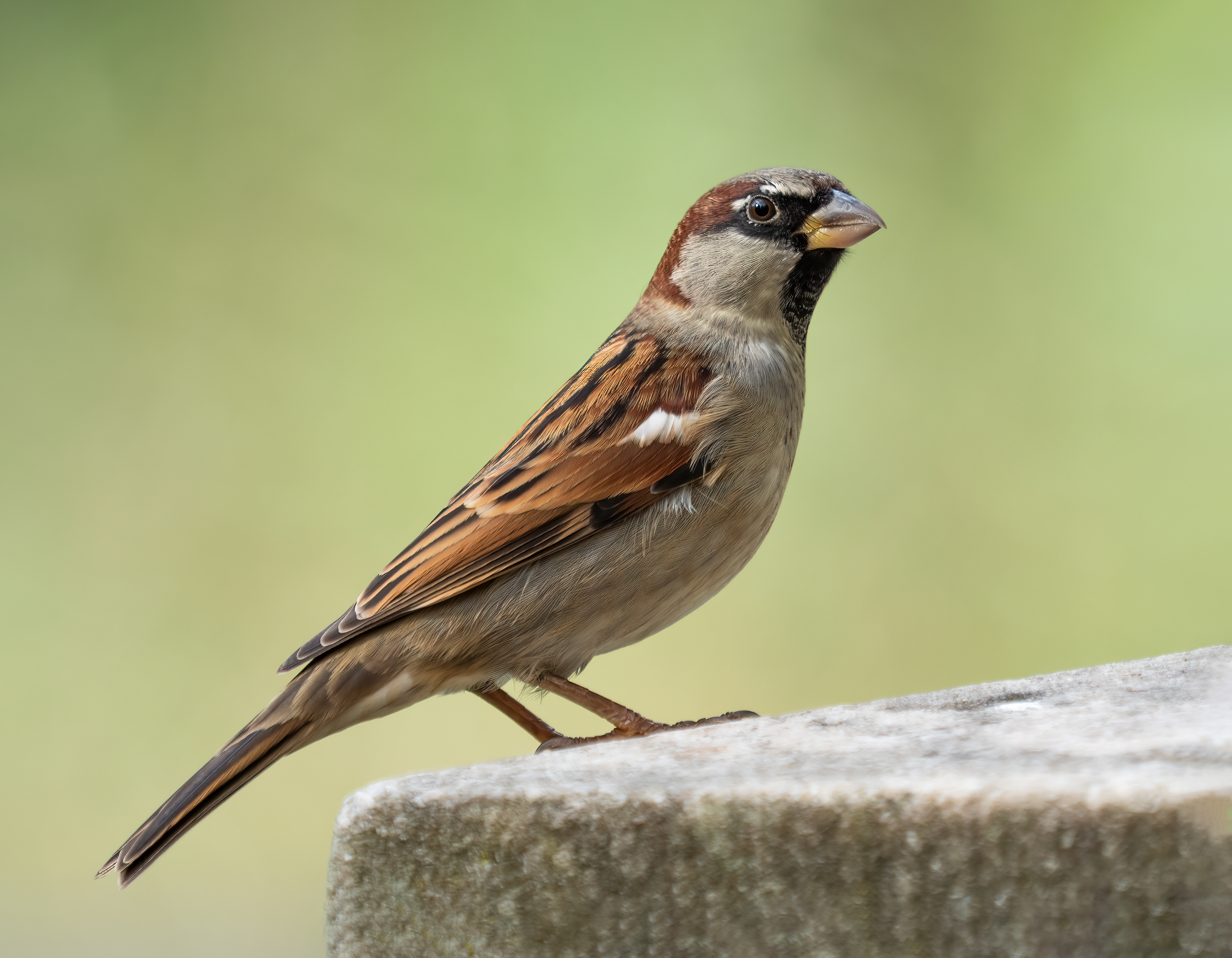
Moineau domestique mâle à Prospect Park (New York).

Le Moineau domestique est un oiseau trapu, mesurant de 14 à 18 cm, généralement 16 cm, pour une envergure deux fois plus grande. L'adulte pèse de 24 à 39,5 g, les femelles étant en moyenne un peu plus petites que les mâles. Les mâles sont plus gros durant l'hiver et les femelles lors de la saison de reproduction.
Conformément à la règle de Bergmann, les oiseaux des latitudes inférieures sont plus petits, que ce soit entre sous-espèces ou au sein de l'une d'elles, comme c'est le cas en Amérique du Nord,,. Le poids médian pour les deux sexes sur le continent européen est d'environ 30 g, alors que les sous-espèces les plus méridionales pèsent environ 26 g. Les oiseaux des latitudes plus élevées ont tendance à être plus grands.
La tête est grosse et ronde, avec un bec conique, court et fort mesurant entre 1,1 et 1,5 cm. La queue est courte, et mesure de 5,2 à 6,5 cm de long ; l'aile pliée mesure de 6,7 à 8,9 cm, le tarse de 1,6 à 2,5 cm,.

### Plumage
Le plumage du Moineau domestique est principalement coloré en nuances de gris et de brun. Le dimorphisme sexuel est très marqué, notamment durant la saison de reproduction, les femelles et les jeunes étant de couleur beige chamois, et le mâle arborant des couleurs au contraste plus marqué, notamment au niveau de la tête.

#### Plumage des mâles
En plumage nuptial, le mâle a une couronne grise bordée d'une zone brun sombre aux reflets châtains recouvrant les yeux et allant jusqu'à l'arrière du cou, ainsi qu'une gorge ornée d'une bavette noire se noyant progressivement dans la poitrine. Un point presque blanc se trouve à l'arrière de l'œil ; le bec est gris sombre, les joues comme le ventre sont gris pâle et les côtés du cou sont blancs. Le haut du dos est brun chaud, strié de noir, tandis que le bas du dos, le croupion et la base de la queue sont gris-brun. Les épaules (plumes scapulaires) sont châtain, les ailes aux couleurs boisées sont parcourues par une barre alaire blanche ; la queue est marron foncé. En dehors de la saison de reproduction, le mâle est plus terne, marqué de chamois sur de nombreuses plumes et perd sa bavette noire. Le passage en plumage nuptial ne se fait pas par une mue, mais par l'usure naturelle des plumes.

#### Plumage des femelles et juvéniles
Femelles et jeunes sont très similaires, le détail purement morphologique permettant de les distinguer étant les commissures du bec encore jaunes — parfois roses — du jeune oiseau qui contrastent avec le reste du bec. Ils ont un plumage plus cryptique (voir Homochromie) que le mâle, c'est-à-dire sans les zones sombres de ce dernier et globalement plus grisâtre, les parties supérieures striées de brun,. Le bec des femelles est brun clair, tout comme les pattes. Le sommet de la tête est brun grisâtre et l'œil est surmonté d'un sourcil gris chamoisé.

### Mue
La mue juvénile est pour le moineau une mue complète qui commence à l'âge de six à huit semaines. Pour que la mue soit terminée avant le début de la période météorologiquement moins favorable, elle peut être réduite de 82 à 64 jours en moyenne, selon le moment de l'éclosion. La mue annuelle des adultes est également une mue complète. En Europe centrale, elle a lieu en juillet ou en août. En cas de danger ou de stress, ces passereaux ont également tendance à faire une mue de choc. Avant la mue, le plumage du Moineau domestique est composé de 3 200 plumes qui pèsent au total 1,4 g. Immédiatement après la mue, il y a environ 3 600 plumes pesant 1,9 g. Pour entretenir leur plumage, les oiseaux prennent des bains de poussière afin de se protéger contre les parasites des plumes.

### Espèces similaires
Le Moineau domestique peut être confondu avec un certain nombre d'autres oiseaux granivores, mais surtout avec ses parents du genre Passer. La plupart de ceux-ci sont plus petits, avec une apparence plus élégante, comme le Moineau de la mer Morte (Passer moabiticus). Les femelles, de couleur terne, ne peuvent souvent pas être distinguées des autres espèces, et elles sont par exemple presque identiques aux femelles du Moineau espagnol (Passer hispaniolensis) ou du Moineau cisalpin (Passer italiae), pour autant que l'on considère ce dernier comme une espèce à part entière ; les mâles de ces mêmes espèces se distinguent du domestique par leur calotte châtaigne. Le Moineau friquet (Passer montanus) est plus petit et plus mince avec également une calotte couleur châtaigne, et une tache noire sur chaque joue. La voix du friquet est également bien distincte, aux cris plus brefs que le Moineau domestique. Le Moineau du Sind (Passer pyrrhonotus) est plus petit, les mâles moins tachés de noir sur la gorge et la femelle ayant généralement un sourcil pâle distinctif.

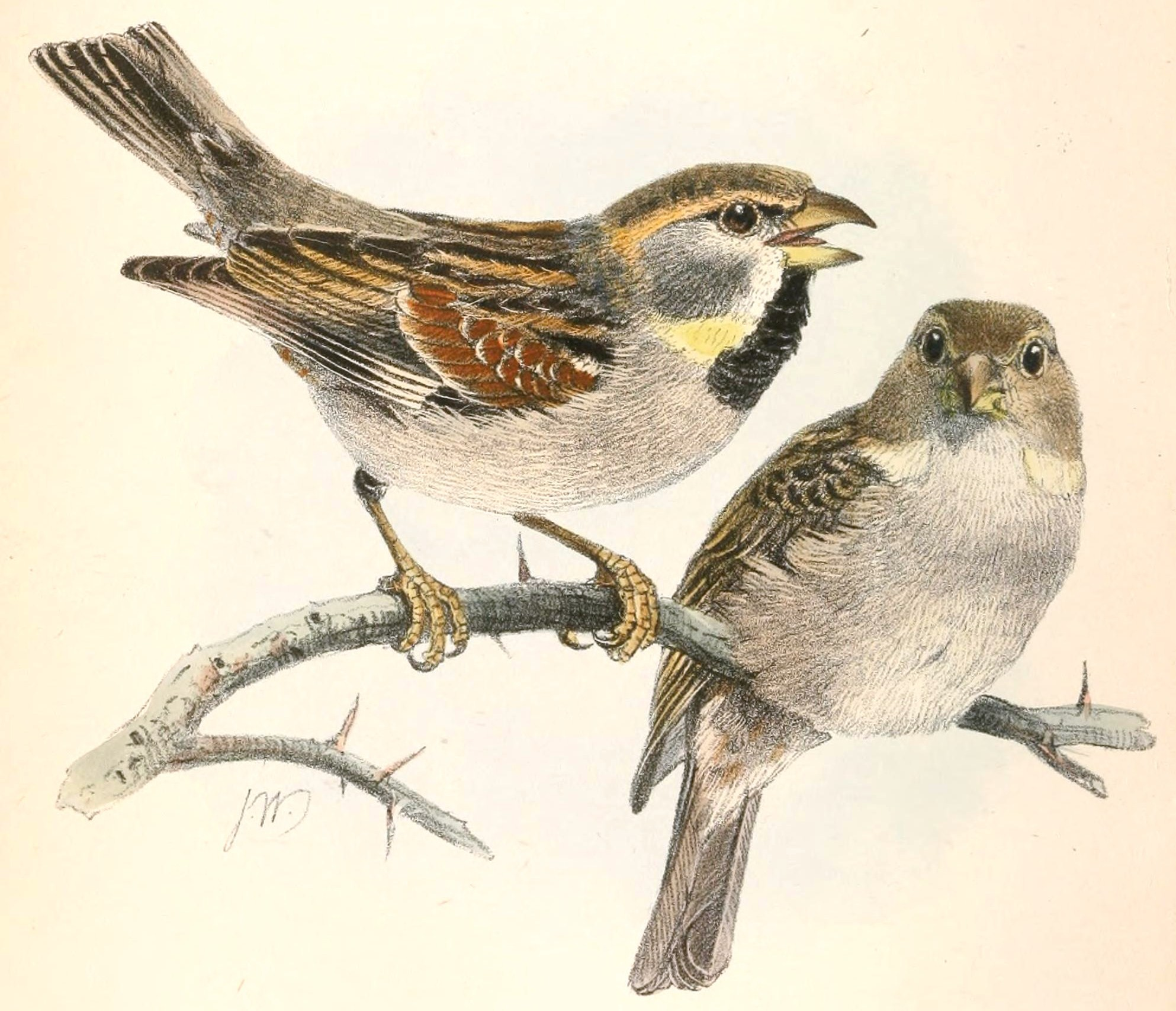
Moineaux de la mer Morte (Passer moabiticus), spécimen mâle à gauche, femelle à droite.
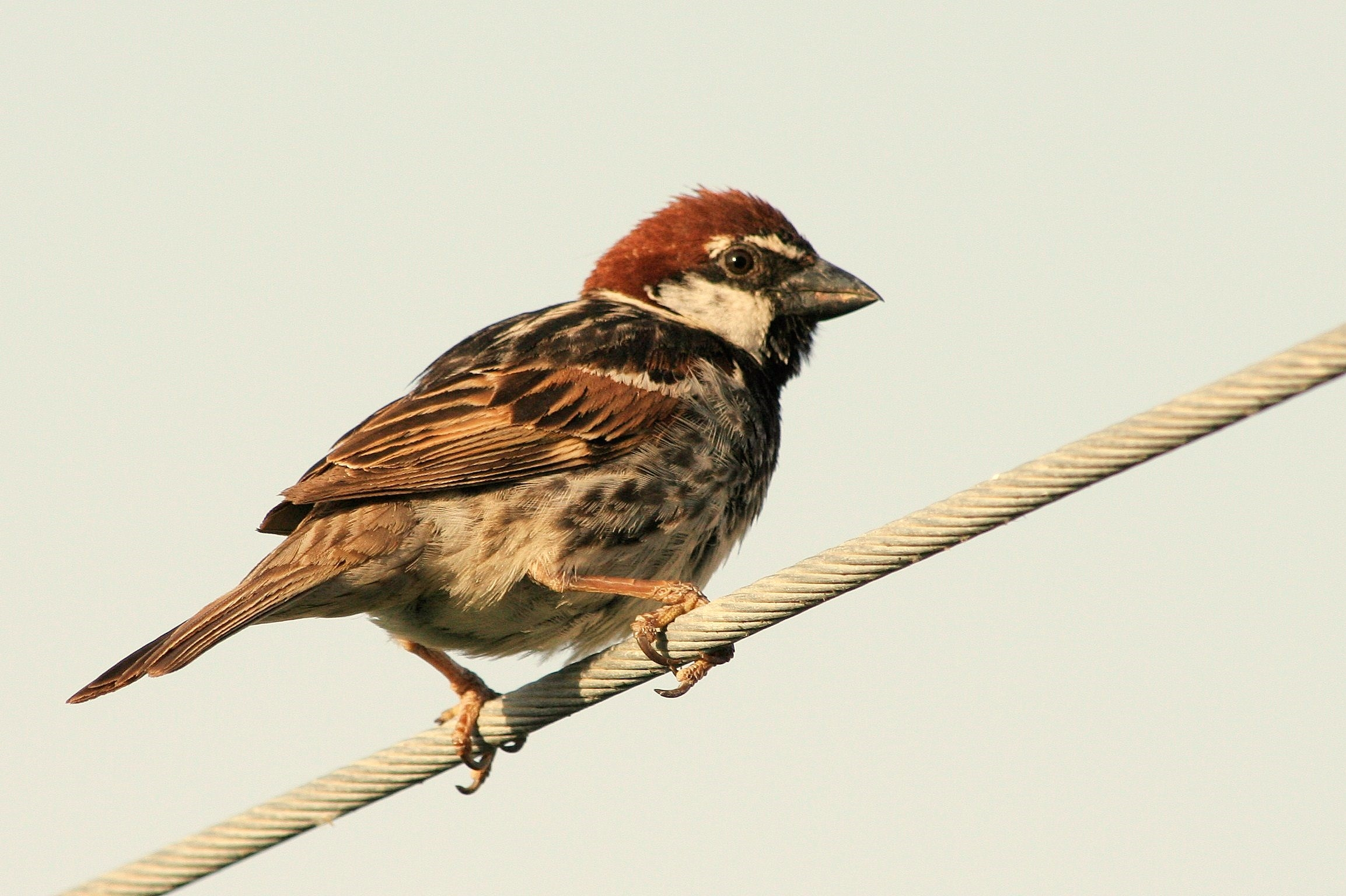
Moineau espagnol (Passer hispaniolensis), spécimen mâle.
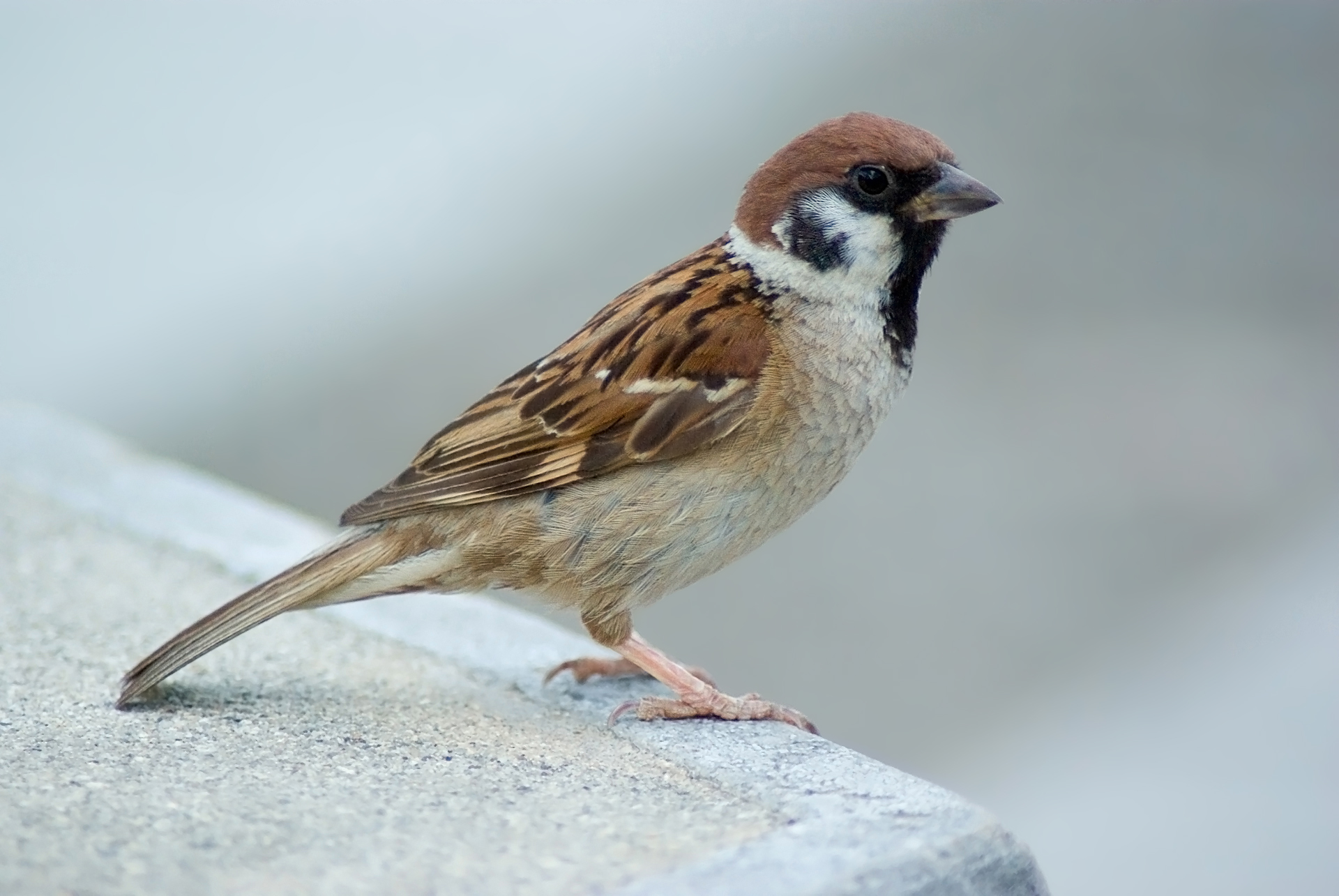
Moineau friquet (Passer montanus).
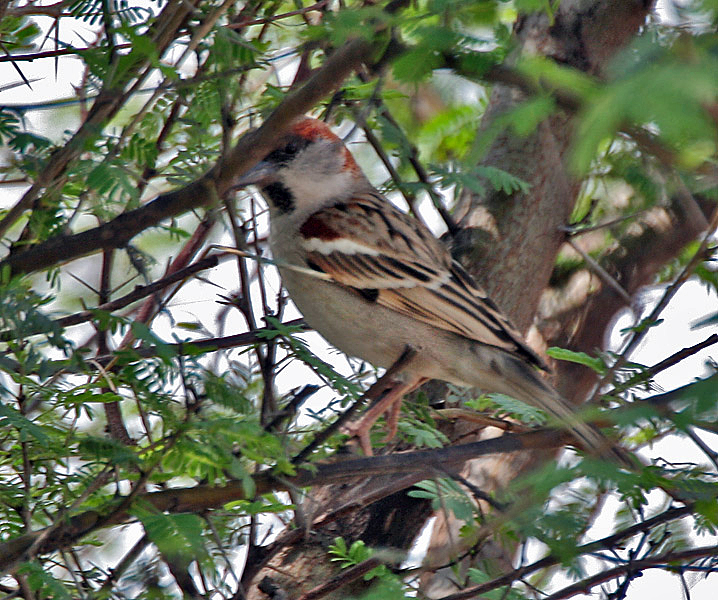
Moineau du Sind (Passer pyrrhonotus), spécimen mâle.

## Comportement

### Locomotion

#### Vol

Animation montrant la science du vol d'un moineau.

Les moineaux domestiques volent rapidement et en ligne droite, relativement bas, généralement de leur lieu de nidification vers un arbre ou un buisson proche. Ils peuvent atteindre une vitesse de près de 60 km/h. Les ailes se balancent de haut en bas environ 13 fois par seconde. Le vol à distance est légèrement ondulé, avec des phases de plané descendant pendant lesquelles les ailes sont légèrement repliées, mais le vol est alors moins ondulé que chez le Pinson des arbres. Lorsqu'ils se nourrissent, ils peuvent aussi rester brièvement en l'air comme les colibris.

#### Mouvements
Au sol, le Moineau domestique se déplace presque toujours en sautant sur ses deux pattes. Ce n'est qu'à l'approche d'objets très proches ou en se déplaçant latéralement sur des branches que l'on peut observer quelques pas. Lors de la recherche de nourriture, le moineau se perche souvent à plat sur ses pattes, de sorte que ses plumes touchent le sol.
Sur les murs verticaux des maisons ou les troncs, le Moineau domestique grimpe en "glissant" et s'appuie aussi sur sa queue écartée, voire de temps en temps sur ses ailes entrouvertes.
Dans les branches, il se déplace avec une certaine agilité et peut se balancer la tête en bas autour d'une fine branche sans détacher ses pattes

### Alimentation

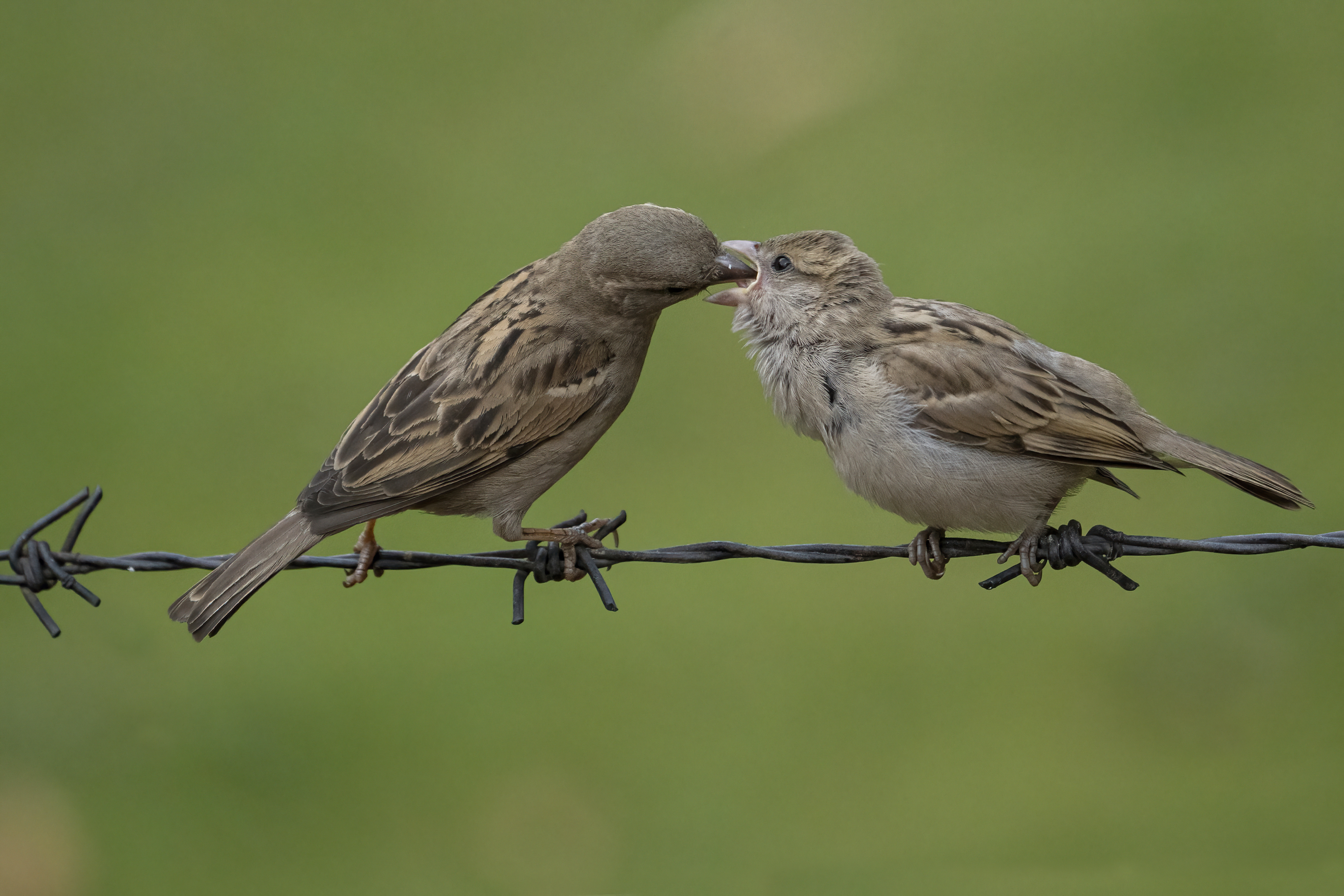
Une maman moineau domestique nourrissant son petit à Katmandou (Népal).

L'adulte se nourrit principalement de graines de céréales et d'herbes folles, mais il est opportuniste et sait s'adapter, consommant tout aliment disponible. Il peut effectuer des manœuvres complexes et inhabituelles pour obtenir sa subsistance, comme ouvrir les portes automatiques afin d'entrer dans les supermarchés, s'accrocher aux murs des hôtels pour voir les vacanciers sur leurs balcons, manger les insectes sur les radiateurs automobiles ou consommer le nectar de certaines fleurs des plantes du genre Sophora.
Plusieurs études sur le Moineau domestique menées dans des zones agricoles au climat tempéré ont mesuré que les graines représentaient près de 90 % du régime de l'oiseau,,. Il consomme à peu près toutes les graines, mais s'il a le choix, il préfère l'avoine et le blé. Dans les zones urbaines, le Moineau domestique se nourrit principalement des denrées alimentaires fournies directement ou indirectement par l'humain, comme le pain, bien qu'il préfère les graines à l'état brut,. Il mange également des baies, des fruits et des bourgeons, et peut survivre sans eau dans les zones arides grâce à la seule humidité des baies ingérées.
Une autre part importante du régime alimentaire du Moineau domestique est d'origine animale : elle est principalement constituée d'insectes, où coléoptères, chenilles, diptères et pucerons sont prédominants. Cet oiseau consomme également divers arthropodes, des mollusques et crustacés quand il peut en trouver, mais aussi des vers de terre, et même des vertébrés comme les lézards, les grenouilles ou les souris. Au nid, les oisillons sont majoritairement nourris d'insectes durant une quinzaine de jours après l'éclosion. Ils sont également nourris d'un peu de blé et de graines d'adventices, d'araignées et des caryopses. Souvent les sauterelles et les grillons sont les plus consommés. Les hémiptères, fourmis, mouches à scie, et les coléoptères sont également importants, mais les Moineaux domestiques tirent parti de la nourriture la plus abondante quelle qu'elle soit pour nourrir leurs petits,,.
Le Moineau domestique attrape les insectes en vol au début du printemps et au début de l'automne, et déchire les fleurs, surtout les jaunes, au printemps. Il dépend du grain pour digérer les graines dures, ou celui-ci peut être remplacé par des gravillons, souvent provenant de la maçonnerie, ou des morceaux de coquilles d'œufs ou d'escargots ; les grains rugueux et de forme oblongue sont privilégiés.

### Comportement social

#### Activité
Les Moineaux domestiques s'activent pendant la journée. Le chant commence en moyenne 18 minutes avant le lever du soleil, les différences de luminosité dues aux nuages n'ayant pratiquement aucune influence. La fin de l'activité se situe avant le coucher du soleil, même en hiver. Aux latitudes moyennes, on observe parfois des activités nocturnes, par exemple lors de la capture d'insectes sous les projecteurs d'installations industrielles. Il est également possible de découvrir des moineaux chassant la nuit à plus de 300 mètres au-dessus du sol sur l'Empire State Building.

#### Grégarisme
Le Moineau domestique est très sociable, et vit souvent en bandes. Il est grégaire en toutes saisons lorsqu'il s'alimente, formant souvent des volées mixtes d'alimentation, c'est-à-dire mangeant en compagnie d'individus appartenant à d'autres espèces. Il perche en groupe, les nids sont généralement situés ensemble dans les massifs végétaux, et il présente aussi un certain nombre d'activités sociales, telles que le bain de poussière ou d'eau, et le chant en groupes, lors duquel les oiseaux s'appellent mutuellement dans les buissons,. La plupart du temps, le bain se fait en commun, l'un après l'autre, suivi d'un soin du plumage commun. Parfois, la cuvette utilisée pour le bain de poussière est également défendue contre les congénères par un comportement menaçant correspondant à celui adopté près des lieux d'alimentation. Le Moineau domestique est souvent au sol, où il trouve sa nourriture, mais il se regroupe dans les arbres et les buissons.

#### Territorialité et conflits
Le Moineau domestique ne défend pas un territoire de reproduction ou d'alimentation étendu, mais seulement les environs les plus proches du nid ou du dortoir. Dans les zones d'alimentation et au nid la femelle est dominante vis-à-vis du mâle, malgré sa taille plus petite,.
Les conflits avec les congénères sont principalement observés lors de l'acquisition de nourriture, sur les lieux de baignade et de repos et au nid. Près de 90 % des conflits se déroulent entre les mâles. Les agressions se manifestent souvent par des menaces frontales, la tête étant profondément penchée en avant, la queue en éventail et relevée, les plumes du dos hérissées et les ailes repliées. Lorsque l'intensité est plus élevée, il y a aussi des combats avec des mouvements vers l'avant, le bec ouvert, et des crochets réciproques, parfois même en l'air. Les agressions contre d'autres espèces se produisent principalement en cas de concurrence pour les sites de nidification, mais elles sont rares si l'offre est suffisante. Il arrive que les moineaux domestiques empêchent l'installation d'autres oiseaux cavernicoles dans les nichoirs ou les en évincent. Le Moineau friquet, dont l'habitat recoupe en partie celui du moineau domestique, est alors évincé par ce dernier, ne serait-ce que parce qu'il commence à nicher plus tôt.

#### Comportement en cas de présence ennemie
Les femelles sont plus vigilantes et plus timides que les mâles. La distance de fuite à l'approche de l'homme est plus faible, surtout dans les villes, mais elle augmente avec la taille du groupe. En cas d'alerte d'ennemi terrestre, les congénères se précipitent et suivent l'ennemi dans les arbres et les buissons en criant. Les Étourneaux sansonnets, qui sont en de nombreux endroits les seuls concurrents supérieurs en matière de nidification, sont eux aussi houspillés et parfois chassés lors de l'inspection de sites de nidification potentiels, mais en règle générale, ce sont les étourneaux qui ont le dessus en cas de conflit.

#### Vocalisations
Le Moineau domestique pépie. Toutes ses vocalisations sont des variations fondées sur un appel en tchip tchip court et répétés sans cesse, formant le guilleri. Transcrit en chirrup, tschilp, ou philip, cet appel sert de cri de contact au sein d'une volée d'oiseaux, ou utilisé par les mâles pour marquer la propriété du nid ou pour courtiser. Les Moineaux domestiques utilisent aussi cet appel comme « chant social », entre les périodes d'alimentation ou au repos. Durant la saison de reproduction, cet appel devient ce qui est appelé ecstatic call (« appel extatique »), prononcé par le mâle à grande vitesse et ressemblant à un chant. Les jeunes oiseaux, en particulier en captivité, donnent également un réel chant, homologue à celui du Verdier d'Europe. Les mâles agressifs produisent des trilles à partir du cri d'appel de base, transcrites en chur-chur-r-r-it-it-it-it, et également utilisées par les femelles durant la saison de reproduction pour établir la dominance sur les mâles pour les envoyer couver ou nourrir les oisillons. Le cri d'alarme en nasal, dont le son de base est traduit en quer et qui rend lors d'un grande détresse une sorte de cri strident en chree. Une autre vocalisation du Moineau domestique est celle décrite comme l'appeasement call (« cri d'apaisement ») servant à éviter le comportement agressif, généralement au sein d'un couple. Ces vocalisations ne sont pas spécifiques au Moineau domestique et sont partagés, à quelques variations mineures près, par la plupart des passereaux.

#### Prédation
Les moineaux vivant en liberté sont surtout menacés par la prédation et, surtout dans les grandes villes, par la circulation routière. Les oiseaux adultes subissent les plus grandes pertes, avec 45 à 56 pour cent de la mortalité totale, pendant la période de reproduction. Parmi les prédateurs au sol, on compte la Fouine et surtout le Chat domestique, plus rarement le Chien. Les ennemis aériens des moineaux sont surtout l'Épervier d'Europe, la Chouette effraie et le Faucon crécerelle. Les mâles aux couleurs vives et à la tache de gorge prononcée sont plus souvent victimes des rapaces. Les moineaux domestiques sont en de nombreux endroits la proie principale de l'Épervier, avec une part dépassant parfois 50 %, mais ils constituent également la proie la plus fréquente du faucon crécerelle, par exemple à Berlin,.

### Reproduction
Le Moineau domestique atteint sa maturité sexuelle dès la saison de reproduction suivant sa naissance, et peut parfois tenter de se reproduire dès ce moment. Certains oiseaux se reproduisant pour la première fois sous les tropiques sont seulement âgés de quelques mois, et présentent encore leur plumage de juvénile. Cependant les couvées des jeunes parents n'arrivent souvent pas à terme et le succès reproducteur augmente avec l'âge, car les oiseaux plus vieux se reproduisent plus tôt dans la saison que ne le font les jeunes couples, et mènent plus de jeunes à l'envol. La saison de reproduction du Moineau domestique est variable, dépendant principalement de la disponibilité des insectes.

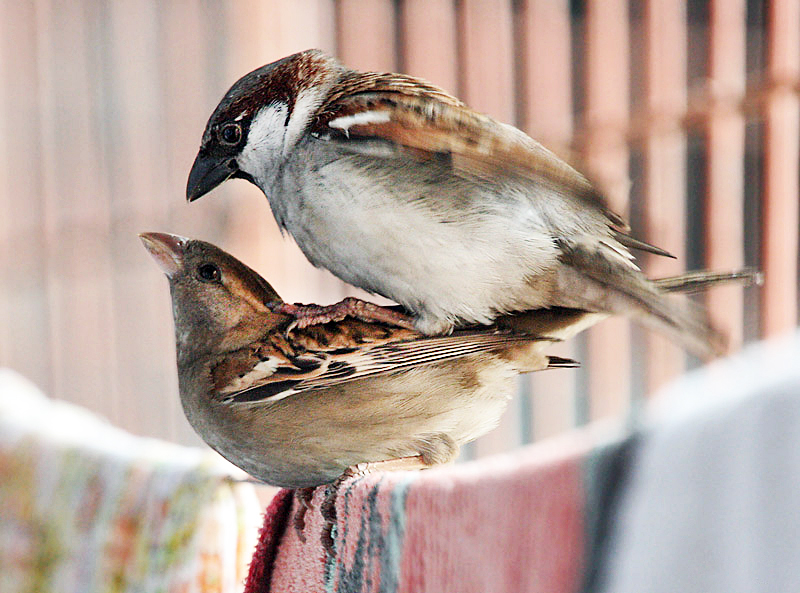
Couple du groupe indicus se reproduisant.
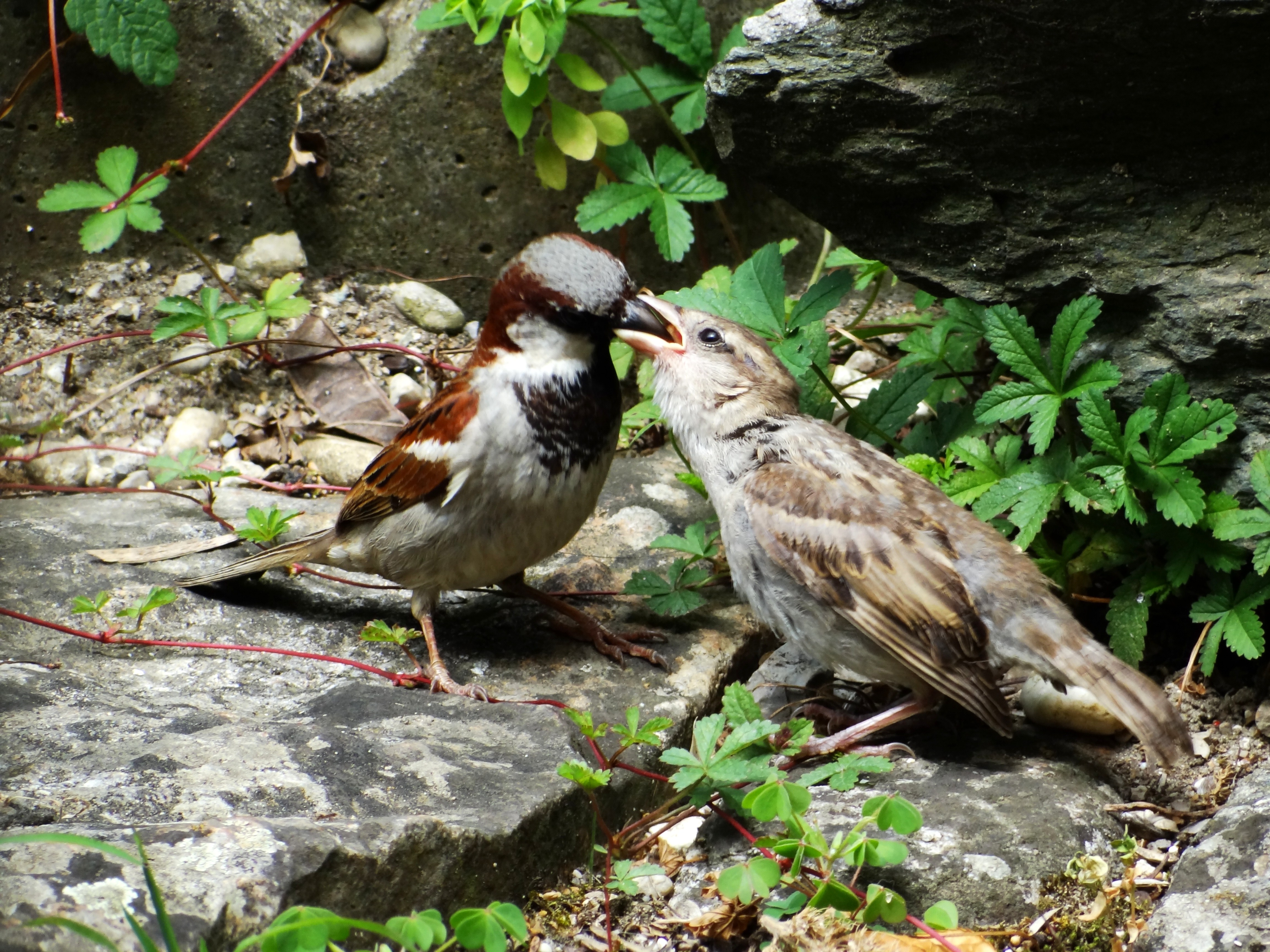
Moineau domestique mâle nourrissant un juvénile.
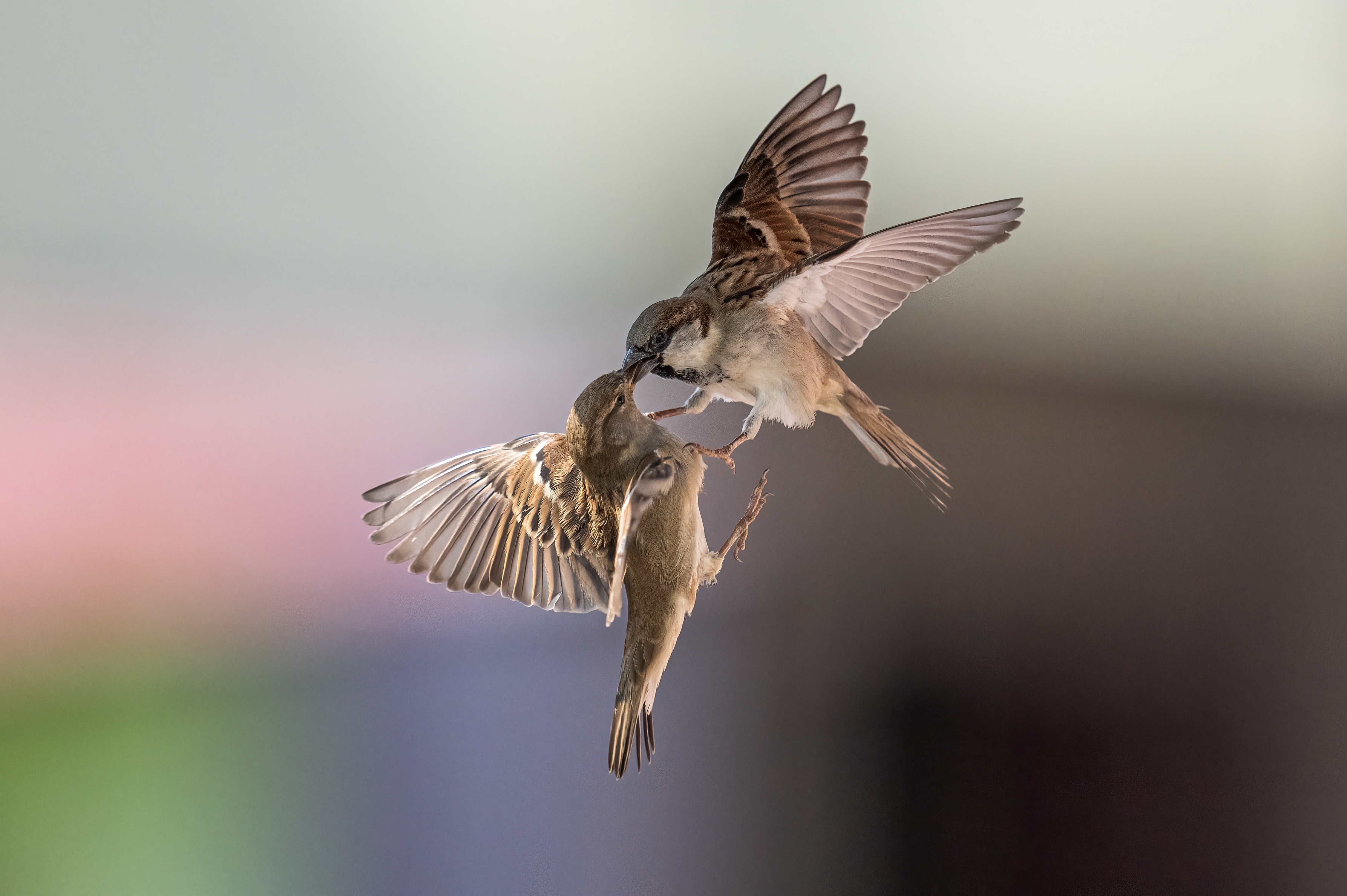
Danse de l'amour d'un couple de moineaux domestiques.

Le Moineau domestique est monogame, et s'apparie généralement pour la vie. Les oiseaux d'un couple réalisent souvent des copulations extra-conjugales, avec près de 15 % d'oisillons non apparentés au compagnon de leur mère. La bigamie existe, mais est limitée par les agressions entre femelles. Les mâles surveillent de près leur compagne avant la reproduction pour éviter les infidélités. De nombreux oiseaux ne trouvent ni de nid ni de partenaire, et peuvent alors servir d'aides auprès de couples, ce qui augmente alors leur chance d'être choisis en remplacement si un partenaire vient à disparaître. Quel que soit le sexe d'un partenaire disparu il est rapidement remplacé durant la saison de reproduction. La formation d'un couple et le lien entre les deux oiseaux sont liés à l'exploitation d'un site de nidification, bien que les oiseaux d'un même couple puissent se reconnaître loin de leur nid.

#### Parade nuptiale
Avant la saison de reproduction, les mâles non appariés investissent un site de nidification et crient sans cesse pour attirer une compagne. Quand une femelle approche alors d'un mâle, celui-ci abaisse ses ailes en les faisant frémir, relève la tête en mettant en évidence son plastron noir, redresse sa queue en étalant les plumes de cette dernière. Le moineau mâle tente ensuite de s'accoupler avec la femelle, qui adopte une attitude menaçante et l'attaque avant de s'envoler. Le mâle vole alors à la suite de la femelle et parade devant elle, attirant d'autres mâles, qui paradent aussi face à la femelle. Ces autres mâles ne se reproduisent généralement pas avec la femelle, mais cela a déjà été observé. Quand la femelle est prête à copuler, elle sollicite le mâle en émettant un léger cri en dee-dee-dee. Le couple copule fréquemment et le mâle monte la femelle plusieurs fois d'affilée.

#### Nidification

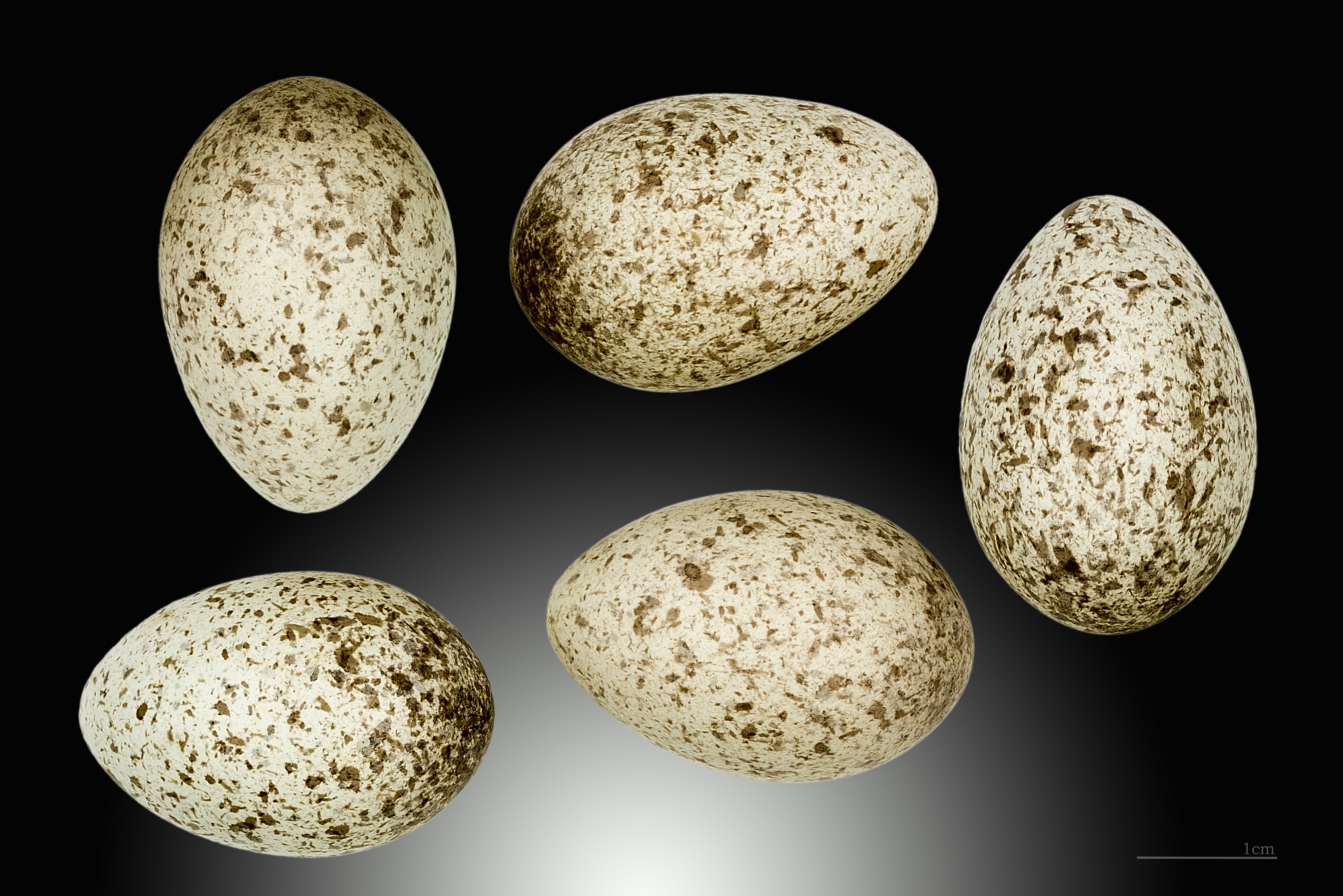
Œufs de Passer domesticus domesticus de la collection du Muséum de Toulouse.

Le Moineau domestique préfère trouver abri dans un trou pour établir son nid, mais utilise des sites de nidification variés. Les nids sont souvent construits sous les avant-toits ou les chéneaux et divers emplacements creux des maisons (fissure, gouttière, etc.). Les cavités dans les arbres ainsi que les trous dans les falaises ou les berges peuvent aussi être utilisés.
Le moineau bâtit son nid en mars, à partir de paille, de plumes, de brins de textile. Il peut lui arriver d'occuper des nids d'hirondelle, parfois en délogeant les habitants. La femelle pond de trois à huit œufs, ayant pour dimensions extrêmes 19,1-25,4 mm × 13,0-16,9 mm. Ils seront couvés par les deux parents pendant 14 à 17 jours.
Vingt jours après leur éclosion, les jeunes peuvent quitter le nid, ce qui permet aux parents de nicher une nouvelle fois. Un moineau peut vivre jusqu'à treize ans.

### Espérance de vie
L'espérance de vie moyenne des moineaux domestiques matures est de 1,5 à 2,3 ans ; si l'on tient compte des jeunes, elle n'est que de neuf mois. L'espérance de vie est plus élevée en ville qu'à la campagne. Aux Pays-Bas, une étude a montré que 18 % des moineaux vivaient cinq ans ou plus dans les banlieues, contre seulement 4 % dans les zones rurales. En liberté, des moineaux domestiques âgés d'environ 14 ans ont été bagués à plusieurs reprises. En captivité, un âge plus élevé est possible ; l'âge maximal observé jusqu'à présent serait de 23 ans

## Habitat et répartition

### Répartition

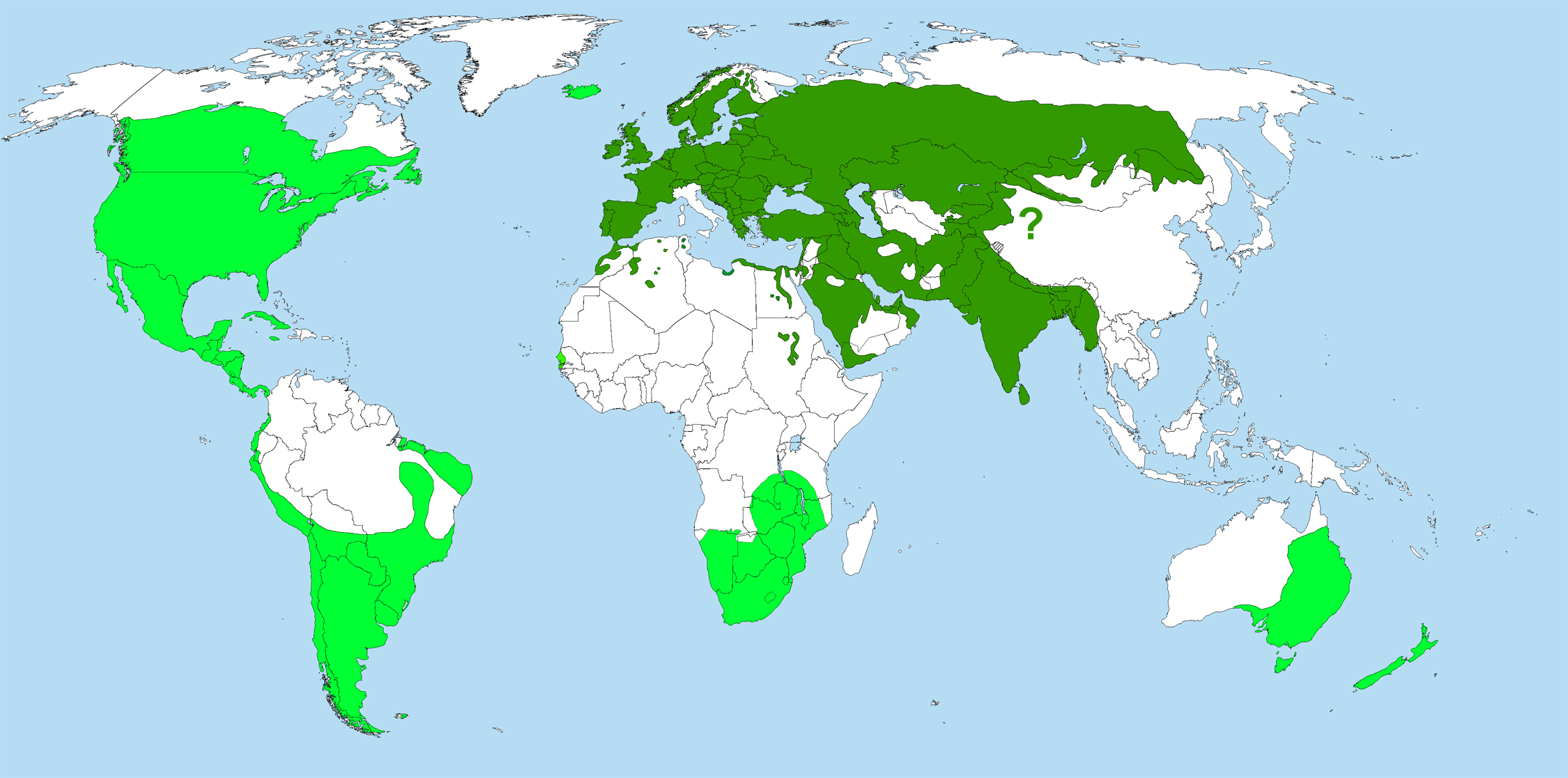
Vert foncé: Habitat naturel
Vert clair: Zone d'introduction

Le Moineau domestique est originaire du Moyen-Orient, et s'est répandu en suivant l'expansion de l'agriculture à une grande partie de l'Eurasie et certaines parties de l'Afrique du Nord.
Dans la plupart de l'Asie de l'Est le Moineau domestique est totalement absent, remplacé en milieu urbain par le Moineau friquet. Là où ces deux espèces cohabitent, le Moineau domestique est généralement plus abondant, mais une espèce peut remplacer l'autre d'une manière que Maud Doria Haviland décrit comme « aléatoire, voire capricieuse ».
Depuis le milieu du XIXe siècle il s'est répandu un peu partout dans le monde, principalement en raison d'introductions délibérées, mais aussi grâce à une dispersion naturelle et par voie maritime à bord de bateaux. Le Moineau domestique a également considérablement étendu son aire de répartition dans le nord de l'Eurasie depuis les années 1850 et continue de le faire, comme le montre la colonisation aux alentours de 1990 de l'Islande et de l'île Rishiri.

#### Introduction dans le monde
Sa répartition en tant qu'espèce introduite couvre une grande partie de l'Amérique du Nord, l'Amérique centrale, le Sud de l'Amérique du Sud, l'Afrique australe, une partie de l'Afrique de l'ouest, l'Australie, la Nouvelle-Zélande, et des îles dans le monde entier, faisant de lui l'oiseau sauvage le plus largement répandu sur la planète. Il connait une grande prospérité dans la majeure partie du monde où il a été introduit, la plupart du temps grâce à son adaptation rapide à vivre aux côtés des humains, et à son adaptabilité à un large éventail de conditions,. D'autres facteurs pourraient inclure sa robuste réponse immunitaire. Une fois introduit, le Moineau domestique se répand rapidement, parfois au rythme de plus de 200 kilomètres par an. Dans beaucoup de régions du monde il est devenu un causeur de ravages, et une menace pour beaucoup d'espèces d'oiseaux indigènes,. Quelques introductions ont échoué, se soldant par la disparition des individus introduits, ou ont connu un succès limité, comme ce fut le cas au Groenland et au Cap-Vert.
La première des nombreuses introductions réussies en Amérique du Nord fut celle de cinquante couples originaire d'Angleterre ont été lâchés dans New York, par les membres de la Central Park Commission vers 1852. Il s'est depuis propagé à travers le continent, depuis les Territoires du Nord-Ouest, au Canada, jusqu'à la province de Darién, au Panama. Il est devenu l'un des oiseaux les plus abondants en Amérique du Nord. La première introduction du Moineau domestique en Australie eut lieu en 1863 à Melbourne où il est dorénavant un ravageur important de tout l'est du pays, mais sa propagation en Australie-Occidentale est empêchée, car chaque oiseau se trouvant dans l'État est tué. Le Moineau domestique a été introduit en Nouvelle-Zélande en 1859, il a atteint depuis là de nombreuses îles de l'océan Pacifique, y compris Hawaï. En Afrique australe, des oiseaux de la sous-espèce d'Europe domesticus et de la sous-espèce indienne indicus ont été introduits vers 1900. Les oiseaux d'origine européenne sont limités à quelques villes, tandis que les indicus se sont propagés rapidement, atteignant la Tanzanie dans les années 1980. Malgré ce succès, les espèces autochtones apparentées, comme le Moineau mélanure (Passer melanurus) peuvent également cohabiter avec le Moineau domestique dans les villes, réussissant à le concurrencer. En Amérique du Sud, l'espèce a été introduite en Argentine, elle s'est répandue en direction du nord jusqu'en bordure de la forêt amazonienne.

#### Introduction à Québec au Canada
Le 10 juin 1868, dans le jardin des Gouverneurs dans le Vieux-Québec près de l'hôtel Le Château Frontenac d’aujourd’hui, l’ancien député de Mégantic en 1854 et cofondateur de la Banque d'Union du Bas-Canada, William Rhodes organise une fête pour lancer officiellement dans la nature 25 couples de Moineaux domestiques, importés d’Irlande ou d’Angleterre.
William Rhodes arriva au Canada en août 1841 et servit à Québec d’octobre 1842 à mai 1844, avant de quitter l’armée en 1847 avec le grade de capitaine. Il acheta le domaine Benmore en 1848 à Sillery, où il s’établit et s’occupa d’horticulture, et y mourut à l'âge de 70, en 1892. C’est à William Rhodes qu’on doit l’introduction du Moineau domestique au Québec dans le but d’égayer la vie des citadins et des soldats de la garnison, particulièrement durant les longs mois d’hiver. L’enthousiasme pour le moineau tenait probablement à deux faits : la nostalgie des animaux du pays d’origine des habitants, leurs chant et l’espoir que les oiseaux puissent aider à contrôler les insectes nuisibles.
Publiée le 12 juin 1868 dans le quotidien „Morning Chronicle and Commercial and Shipping Gazette“, Rhodes rapporte son intervention, en soulignant que cet oiseau est bénéfique pour l’agriculture et en demandant au jeune public de nourrir les oiseaux relâchés. Les oiseaux se sont bien acclimatés et ont rapidement étendu leur aire de nidification jusqu’à Montréal ainsi la province de Québec.

### Habitat
Le Moineau domestique est étroitement associé aux habitations humaines et aux cultures agricoles. Les conditions préalables à la nidification sont la disponibilité de graines et de produits céréaliers tout au long de l'année et des sites de nidification appropriés. Les zones optimales sont les villages agricoles, les quartiers de banlieue, les centres urbains avec de grands parcs, les jardins zoologiques, les fermes d'élevage ou de volailles et les centres commerciaux. Il atteint sa plus grande densité de population dans les centres-villes, mais le taux de réussite des couvées est plus grand dans les banlieues, où les insectes sont plus abondants,. Il vit souvent et niche même à l'intérieur de constructions humaines, en particulier dans les usines, les entrepôts et les zoos. Une nichée dans une mine de charbon à 640 mètres sous terre a déjà été enregistrée, et il peut venir s'alimenter en des endroits aussi improbables que sur la plate-forme d'observation de l'Empire State Building, de nuit. À plus grande échelle, il est plus abondant dans les zones de culture du blé, telles que le Midwest aux États-Unis.
Il peut s'adapter à différents climats, mais préfère les climats secs. Il possède même un certain nombre d'adaptations pour les zones arides, y compris une grande tolérance au sel et une capacité à survivre sans eau par l'ingestion de baies. Le Moineau domestique est abondant dans la majeure partie de son aire de répartition, même si localement en déclin, mais dans des habitats inhabituels, tels que la forêt tropicale ou les massifs montagneux, sa répartition peut être inégale.
Il n'est pas un commensal forcé de l'Homme comme cela a pu être suggéré, et des populations d'Asie centrale vivent loin des humains, dans les zones ouvertes, laissant les villes au Moineau friquet ; des colonies ainsi isolées ont également été trouvées aux États-Unis et sur certaines îles inhabitées de Nouvelle-Zélande. Les seuls habitats auxquels l'espèce ne peut s'adapter sont les forêts denses et les zones à végétations rase au climat froid, comme la toundra.

### Migrations
Le Moineau domestique est largement sédentaire la plupart du temps, ne se déplaçant rarement davantage que de quelques kilomètres, et les réelles migrations au sein des populations sédentaires sont limitées, avec des oiseaux vivant en montagne se déplaçant vers des altitudes plus basses ou quelques jeunes oiseaux se dispersant sur de longues distances, particulièrement le long des côtes,. De plus deux sous-espèces, bactrianus et parkini, sont essentiellement migratrices et, à la différence des quelques migrants des populations sédentaires, se préparent à la migration en prenant du poids. En dehors de leurs périodes de reproduction, les Moineaux domestiques forment de grands groupes dans les arbres, se rassemblant avant d'entamer leur « chant social ».

## Systématique

### Dénominations
Le Moineau domestique porte plusieurs appellations populaires, comme « pierrot » ou « moineau franc ». La première de ces deux appellations date de 1693, où Jean de La Fontaine présente dans sa fable Le Chat et les Deux Moineaux un jeune moineau du nom de Pierrot, forme hypocoristique de Pierre,. Comme d'autres petits oiseaux, il porte le surnom de « piaf », dont l'origine incertaine remontant au XIXe siècle pourrait venir de l'onomatopée piou utilisée pour imiter le cri de l'oiseau. Son nom de « moineau » vient probablement des moines avec lesquels il partage son plumage semblable aux robes de bure ainsi qu'une calotte grise rappelant la tonsure des ecclésiastiques.

### Étymologie
Le nom vernaculaire français et le nom scientifique ont la même signification. Le mot latin passer désigne de petits oiseaux vifs, avec une acception plus large mais rapprochée du terme « moineau ». La dénomination spécifique vient du latin domesticus, signifiant « domestique » et faisant référence au lien étroit entre l'oiseau et l'homme, sa relation de familiarité,.

### Phylogénie
Le Moineau domestique fait partie du genre Passer, regroupant jusqu'à 26 espèces si l'on suit le congrès ornithologique international (COI). La plupart des espèces du genre mesurent entre 11 et 16 cm de long, sont de couleur terne avec une queue courte et carrée ainsi qu'un bec conique massif,. L'étude de l'ADN mitochondrial indique que la spéciation au sein du genre Passer serait survenue au cours du Pléistocène et plus tôt, tandis que d'autres données suggèreraient cette spéciation comme remontant à une fourchette comprise entre 25 000 et 15 000 ans. Au sein du genre le Moineau domestique fait partie du groupe des « moineaux à bavette noire du Paléarctique » et est un parent particulièrement proche, phylogénétiquement parlant, du Moineau espagnol méditerranéen,.
La taxinomie du Moineau domestique et de son parent de Méditerranée est très compliquée. Les deux espèces se ressemblent à bien des égards. Le Moineau espagnol préfère souvent des habitats plus humides que ceux fréquentés par le Moineau domestique, et il est souvent colonial et nomade. Dans la plupart du bassin méditerranéen les deux espèces cohabitent avec un certain degré d'hybridation. En Afrique du Nord, les deux espèces s'hybrident abondamment, formant des populations mélangées de façon très variable avec des aires occupées par des Moineaux domestiques de pure souche d'un côté et de Moineaux espagnols de l'autre avec toutes les formes intermédiaires entre,,.

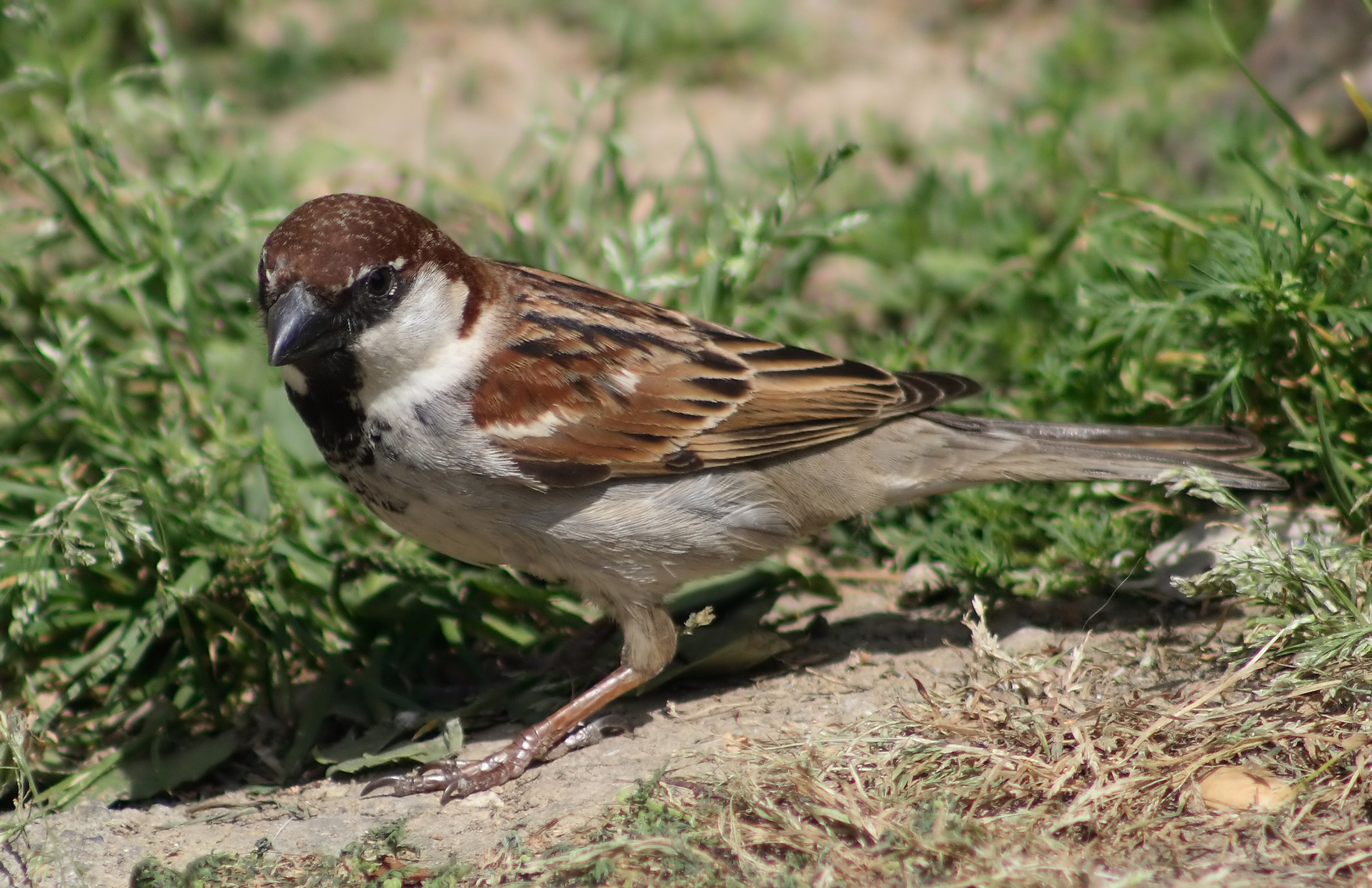
Le Moineau cisalpin : Passer italiae ou Passer domesticus italiae.

Dans une grande partie de l'Italie vit un type de moineau d'apparence intermédiaire entre le Moineau domestique et le Moineau espagnol, connu sous le nom de Moineau cisalpin. Son statut spécifique et son origine sont l'objet de nombreux débats,. Dans les Alpes italiennes, on observe une intergradation entre Moineau cisalpin et Moineau domestique le long d'une bande d'environ 20 kilomètres de largeur(le même phénomène existe dans le sud des Alpes françaises), et au sud, sur la moitié méridionale de l'Italie et quelques îles de la Méditerranée le même phénomène avec le Moineau espagnol. Sur les îles méditerranéennes de Malte, sur Gozo, en Crète, sur Rhodes et sur Karpathos il existe d'autres formes d'oiseaux d'apparences intermédiaires et au statut inconnu,,.

### Histoire du taxon
Le Moineau domestique fut décrit par Carl von Linné, fondateur du système moderne de la nomenclature binominale, sous le protonyme de Fringilla domestica. Plus tard le genre Fringilla fut restreint à ne contenir que quelques pinsons dont le Pinson des arbres, et les moineaux déplacés pour le genre Passer, créé par le zoologiste français Mathurin Jacques Brisson en 1760.

### Sous-espèces

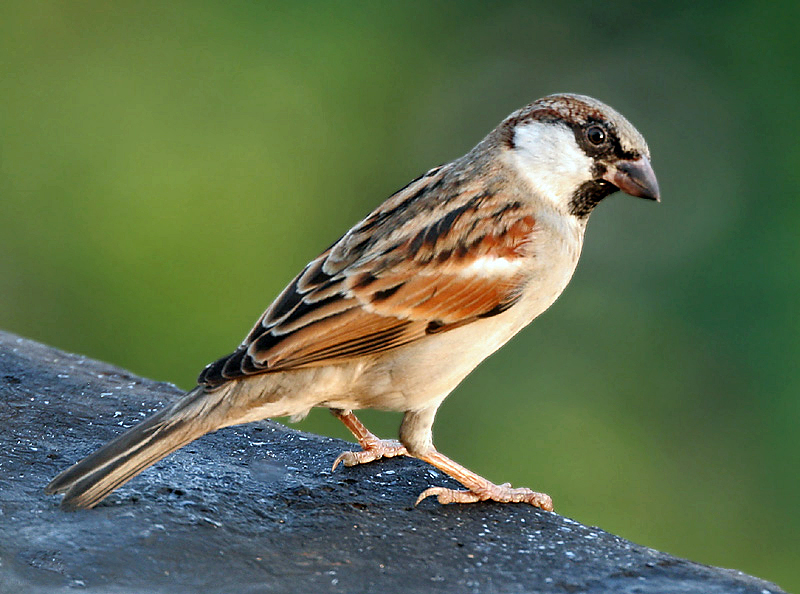
Un mâle de la sous-espèce P. d. indicus à Calcutta.

Un grand nombre de sous-espèces ont été nommées, et douze sont reconnues dans le Handbook of the Birds of the World et par le Congrès ornithologique international,. Ces sous-espèces sont divisées en deux groupes, domesticus rassemblant les oiseaux du Paléarctique, indicus les oiseaux de répartition orientale. Plusieurs sous-espèce du Moyen-Orient, comme Passer domesticus biblicus, sont parfois considérées comme constituant un troisième groupe. P. d. indicus fut décrite comme une espèce à part entière et considérée comme telle par de nombreux ornithologues au cours du XIXe siècle. Les oiseaux migrateurs de la sous-espèce P. d. bactrianus du groupe indicus ont été enregistrées dans les années 1970 comme chevauchant la répartition de P. d. domesticus sans s'hybrider pour autant, et des scientifiques soviétiques, Gavrilov et Korelov, ont proposé de considérer indicus comme une espèce distincte. La plupart des autorités ne reconnaissent pas cette scission, puisqu'on observe une intergradation entre les oiseaux des groupes indicus et domesticus dans une grande partie de l'Iran.
- Groupe domesticus :
  - P. d. domesticus, la sous-espèce type décrite par le suédois Carl von Linné, vit dans la majeure partie de l'Europe, à travers le nord de l'Asie jusqu'à l'île de Sakhaline et le Kamtchatka. Il s'agit de la sous-espèce la plus largement introduite dans le monde entier[s 20] ;
  - P. d. balearoibericus, décrite par Adolf von Jordans en 1923 depuis Majorque, et trouvée dans les îles Baléares, dans le sud de la France, les Balkans et en Anatolie[80] ;
  - P. d. tingitanus, décrite par Victor Loche en 1867 en Algérie, cette sous-espèce vit au Maghreb d'Ajdabiya en Libye à Béni-Abbés en Algérie et la côte atlantique du Maroc. Elle s'hybride largement avec le Moineau espagnol, particulièrement dans l'est de sa répartition[s 21] ;
  - P. d. niloticus, décrite par Michael J. Nicoll et John Lewis Bonhote en 1909 à Médinet el-Fayoum, vit en Égypte le long du Nil au nord de Wadi Halfa, et intergrade avec bibilicus dans le Sinaï et avec rufidorsalis dans une zone étroite autour de Wadi Halfa. Cette sous-espèce a également été observée dans le Somaliland[s 21],[82] ;
  - P. d. persicus, décrite par Nikolaï Zaroudny et Kudashev en 1916 depuis le Karoun au Khuzestan, en Iran, vit dans la moitié occidentale de l'Iran au sud de l'Elbourz, connaissant une intergradation progressive avec indicus dans le centre du pays[s 21] ;
  - P. d. biblicus, décrite par Ernst Hartert en 1910 et trouvée dans le village de Sueme en Palestine, habite le Moyen-Orient du Bosphore au Sinaï à l'ouest et de l'Azerbaïdjan au Koweït à l'est[s 21].
- Groupe indicus :
  - P. d. hyrcanus, décrite par Zaroudny et Kudashev en 1916 à partir d'un spécimen type de Gorgan, vit le long de la côte sud de la mer Caspienne depuis la frontière entre l'Azerbaïdjan et l'Iran jusqu'à Gorgan. Il intergrade avec persicus dans l'Elbrouz, et avec bibilicus à l'ouest. C'est la sous-espèce la moins répandue géographiquement[s 21] ;
  - P. d. bactrianus, décrite par Zaroudny et Kudashev en 1916 depuis Tachkent, vit dans le Turkestan et le nord de l'Afghanistan. Il intergrade avec persicus dans le Baloutchistan et avec indicus dans le centre de l'Afghanistan. Contrairement à la plupart des autres sous-espèces, elle est presque entièrement migratrice, hivernant dans les plaines du nord du sous-continent indien. Il se trouve  plutôt dans les zones ouvertes  qu'urbanisées, qui sont occupées par le Moineau friquet[s 21]. C'est un visiteur rare au Soudan[82] ;
  - P. d. parkini, décrite par Hugh Whistler en 1920 à Srinagar, dans le Jammu-et-Cachemire, vit dans l'ouest de l'Himalaya du Pamir au sud-est du Népal. Comme bactrianus, cette sous-espèce est migratrice[81],[s 21] ;
  - P. d. indicus, décrite par William Jardine et Prideaux John Selby en 1831 depuis Bangalore, vit dans le sous-continent indien au sud de l'Himalaya, au Sri Lanka, dans l'est de l'Iran, le sud-ouest de l'Arabie et l'ouest de l'Asie du Sud-Est. La sous-espèce enigmaticus qui n'est plus reconnue en est devenue synonyme[s 21],[81] ;
  - P. d. hufufae, décrite par Claud Buchanan Ticehurst et Thomas Frederic Cheeseman en 1924 depuis la ville de Al-Hufuf en Arabie saoudite, et vit dans le Nord-Est de la péninsule arabe[s 21] ;
  - P. d. rufidorsalis, décrite par Christian Ludwig Brehm en 1855 à Khartoum au Soudan, vit dans la vallée du Nil depuis Wadi Halfa au sud jusqu'à la ville soudanaise de Renk[s 21],[82]. Il a également été introduit sur Mohéli, dans l'archipel des Comores[s 22].

En Amérique du Nord et à Hawaii, les populations du Moineau domestique sont plus différenciées que celles d'Europe. Cette variation suit une logique connue, avec les oiseaux des latitudes plus élevées étant plus grands et ceux des zones arides étant plus pâles, conformément à la règle de Gloger, du moins chez les adultes,,,. Des observations similaires ont été faites en Nouvelle-Zélande et en Afrique du Sud. Les populations introduites peuvent parfois s'être suffisamment différenciées pour mériter le statut de sous-espèce, et l'ornithologue américain Harry Church Oberholser a même donné le nom subspécifique de plecticus aux oiseaux plus pâles de l'Ouest de l'Amérique du Nord dans son Bird Life of Texas de 1974.

#### Plumage des différentes sous-espèces
Le plumage varie légèrement parmi la douzaine de sous-espèces que compte le Moineau domestique. Celles-ci sont réparties en deux grands groupes : le groupe indicus rassemblant les oiseaux de répartition orientale, le groupe domesticus les espèces du Paléarctique.
Les oiseaux du groupe domesticus ont les joues grises, alors que ceux du groupe indicus les ont blanches, ainsi qu'une couronne plus claire, un bec plus petit et la bavette noire des mâles plus longue.
La sous-espèce Passer domesticus tingitanus diffère peu de la sous-espèce type (P. d. domesticus), mais lorsque le plumage nuptial du mâle s'use, la tête est tachetée de noir et les parties inférieures sont plus pâles. P. d. balearoibericus est légèrement plus pâle que domesticus, mais plus sombre que P. d. bibilicus. P. d. bibilicus est plus pâle que la plupart des sous-espèces, mais a les joues grises des oiseaux du groupe domesticus. Le similaire P. d. persicus est plus pâle et plus petit, et P. d. niloticus est presque identique, mais encore plus petit. Parmi les sous-espèces les moins répandues du groupe indicus, P. d. hyrcanus est plus grande que P. d. indicus, P. d. bactrianus est plus grande et plus pâle, P. d. parkini est plus grande et plus sombre avec plus de noir sur la poitrine que n'importe quelle autre sous-espèce, et P. d. hufufae est plus pâle,,.

## Le Moineau domestique et l'homme

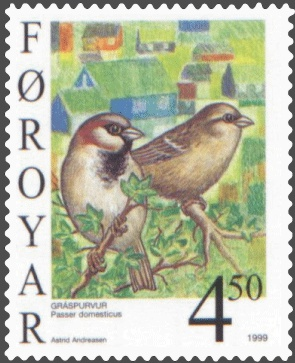
Couples de moineaux sur un timbre des îles Féroé.

Selon les pays et les régions, le moineau est soit protégé, soit considéré comme un nuisible, à cause de ses déprédations sur les cultures, principalement de céréales. Espèce-sentinelle qui partage de manière générale la même physiologie que les hommes, elle permet l'évaluation et le suivi environnemental du milieu urbain.

### Évolution démographique
Leur présence est étroitement liée à celle de l'homme, dont ils s'approchent volontiers. Si la ville leur offre de nombreuses possibilités de se nourrir, leur nombre décroît à la campagne où l'intensification et les pratiques agricoles ont réduit les quantités de ressources disponibles dans les champs : amélioration du contrôle des mauvaises herbes, passage de semis de printemps à des semis d’automne, utilisation d'insecticides et d'herbicides qui éliminent les herbes folles et les insectes dont ils se nourrissent, perte des habitats riches en graines tels que les chaumes, mécanisation accrue. Certaines populations de métropoles européennes ont commencé à chuter également, cette évolution étant liée au bruit (la pollution sonore perturbant leur chant et  leur vigilance), à la nourriture urbaine (trop riche en glucides et trop pauvre en protéines car les insectes deviennent rares) et aux rénovations des bâtiments (qui ne permettent pas à ces oiseaux d'y faire leur nid) : à Londres, où la Société royale pour la protection des oiseaux et de nombreux ornithologues amateurs ont étudié de près ce problème ; une étude de 1925 recensait près de deux mille six cents moineaux domestiques dans les jardins de Kensington, en 1995 ils n'étaient plus que 81 et en 2000 seuls six couples subsistaient,. Il semblerait que, pour des raisons encore largement méconnues, les populations de moineaux diminuent un peu partout en Europe. Mais ce n'est pas vraiment le cas en France où les effectifs semblent stables en 2014 selon les résultats du programme STOC initié par le Muséum National d'Histoire Naturelle. Toutefois, la population de moineaux domestiques à Paris a chuté de 73 % entre 2004 et 2017. Deux études de 2007 (en Belgique et en Espagne) émettent une possible corrélation entre leur déclin et le développement des champs électromagnétiques[réf. à confirmer],. Une autre étude en 2012 menée par l'Institut d'écologie de l'université nationale autonome du Mexique à Mexico démontre, elle, étonnamment, que les mégots de cigarettes sont très utiles à la survie des moineaux en ville.
Il est invasif en Amérique, dans le golfe Persique[réf. souhaitée] ainsi que dans la zone australasienne.

### Variétés domestiques
Seul un individu des variétés suivantes, issu d'élevage, est considéré comme étant un animal domestique en droit français. Les autres formes de cet oiseau relèvent donc de la législation concernant les animaux sauvages :
- variété brune
- variété phaeo
- variété agate
- variété opale
- variété blanche
- variété albino
- variété lutino ivoire
- variété satinée
- variété brune pastel

### Espèce protégée -Incident du Domino Day de 2005
L'histoire du moineau baptisé Dominomus (moineau domino) est un exemple du lien entre les espèces protégées et l'homme : un moineau (rapidement appelé par la presse Dominomus) est abattu le 14 novembre 2005 à Leeuwarden, lors des préparatifs du Domino Day de 2005. La mort de cet oiseau appartenant à une espèce protégée a provoqué un vif émoi parmi la population aux Pays-Bas, elle est à l'origine d'une controverse importante. Après sa mort, l'animal fut empaillé et fait actuellement partie de la collection permanente du musée d'histoire naturelle de Rotterdam.